# Dinkelscherben
Dinkelscherben är en köping (Markt) i Landkreis Augsburg i Regierungsbezirk Schwaben i förbundslandet Bayern i Tyskland. Dinkelscherben, som för första gången omnämns i ett dokument från år 1162, har cirka  6 800 invånare.

## Ortsteile
Dinkelscherben har 10 Ortsteile: Anried, Breitenbronn, Dinkelscherben, Ettelried, Fleinhausen, Grünenbaindt, Häder, Lindach, Oberschöneberg och Ried. 